# Métro de Noisy-le-Grand
Le métro de Noisy-le-Grand est une ligne de transport du type navette hectométrique aujourd'hui abandonnée. Construite et inaugurée, elle n'a jamais été ouverte au public. Elle était équipée du système SK.

## Historique

### Création
Le premier projet est annoncé en 1988 dans le cadre du « complexe Maille Horizon » du promoteur Christian Pellerin. La vocation de cette ligne de 518 mètres de long, de voies doubles, entièrement en tunnel, avec deux stations, était de faciliter l'accès à ce vaste projet immobilier en assurant une liaison rapide et continue entre le cœur du complexe et la gare de Noisy-le-Grand-Mont d'Est sur la ligne A du RER d'Île-de-France.
Le 4 juillet 1991, le Syndicat des transports parisiens (STP) en autorise la construction. Le 30 juillet 1991, la concession est accordée à la société Ligne Horizon. En octobre 1991, Soulé est choisi pour installer, mettre en service et entretenir (pour la durée de la concession) la ligne et le matériel SK à Noisy-le-Grand,. Il s'agissait de la première installation d'une ligne SK dans un environnement urbain, avec une fonction de rabattement sur un axe de transport lourd.
Le 22 février 1993, les travaux sont terminés. La ligne circule principalement dans un tunnel préexistant, construit deux décennies plus tôt en même temps que la dalle du Mont d'Est. Une seule courte section de tunnel nouveau, en pente prononcée, est creusée pour atteindre la station Maille Horizon.
En raison de la banqueroute du projet de Christian Pellerin, la ligne est mise en sommeil en novembre 1994 car elle aboutit dans un champ. Un entretien régulier et une circulation à vide chaque mois sont cependant effectués, avec un coût annuel estimé à un million de francs (150 000 euros).
Le 7 octobre 1999, le Conseil d'administration du STP prend la décision d'autoriser la résiliation de la concession d'exploitation et de clore la ligne.

### À l'abandon
Cet équipement appartient aux Établissements publics d'aménagement de Marne-la-Vallée (Épamarne), dépendant de l'État, qui reste responsable de son éventuelle démolition. Le matériel SK a été racheté par la RATP en 1996 ; elle assure son entretien. Aucune ouverture n'est envisagée ni envisageable. 
Le matériel et les stations semblent en bon état jusqu'en 2006. Dès 2007 la station, les équipements et les installations électriques sont régulièrement vandalisés. En 2010, selon le maire de la ville, Michel Pajon, la technologie est obsolète, les pièces de rechange indisponibles, les compétences techniques n'existent plus, les cabines ne sont plus entretenues depuis cinq ans. La RATP refuse de communiquer sur les coûts d'entretien. Le site est prisé par les amateurs d'exploration urbaine.
Une étude est lancée en 2017 pour connaître le volume d'amiante utilisée dans les infrastructures du projet et l'éventuel rachat du matériel par la ville pour un euro symbolique.

Équipements subsistants
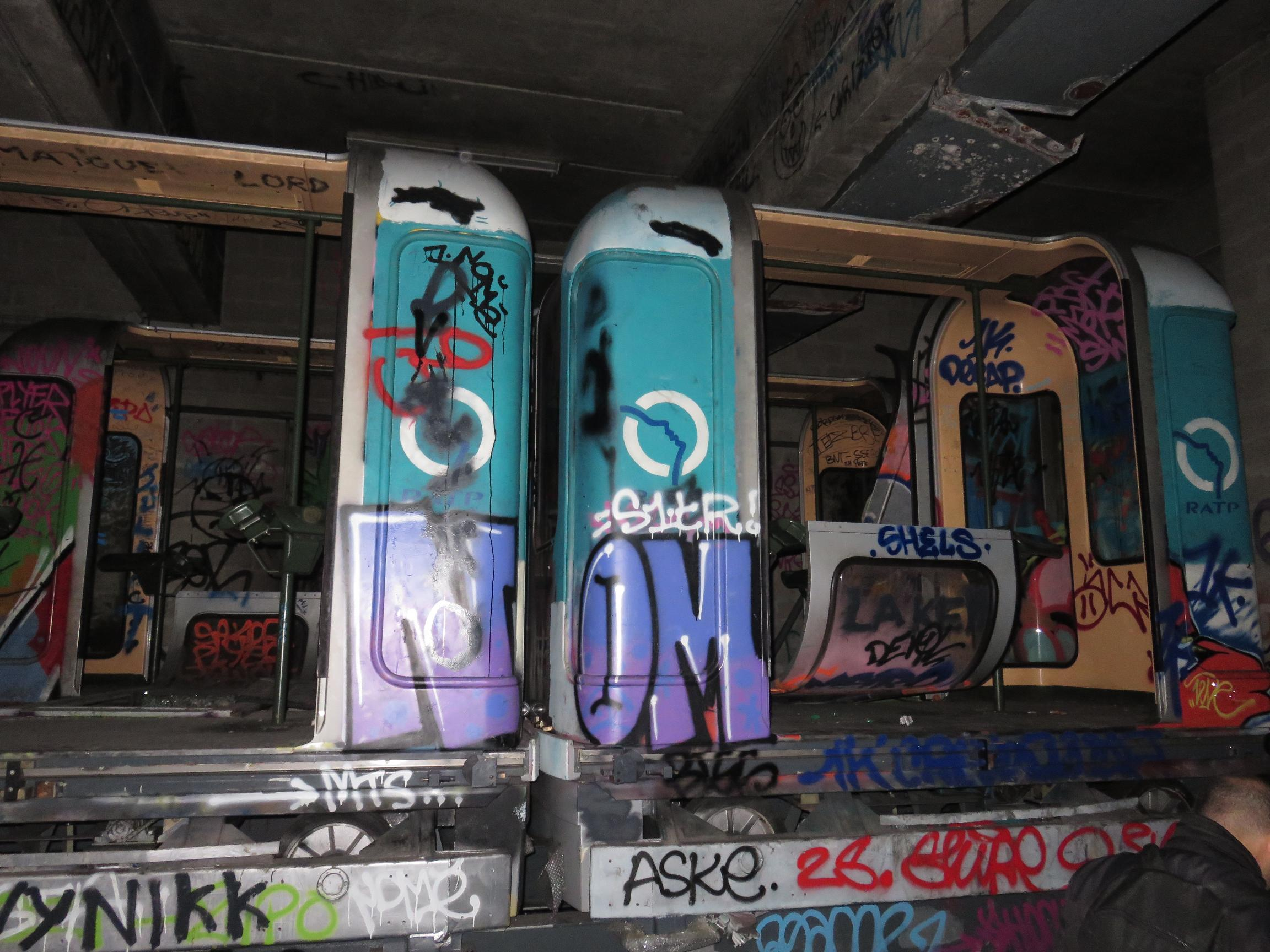
Cabines SK avec livrée RATP, état en 2017.
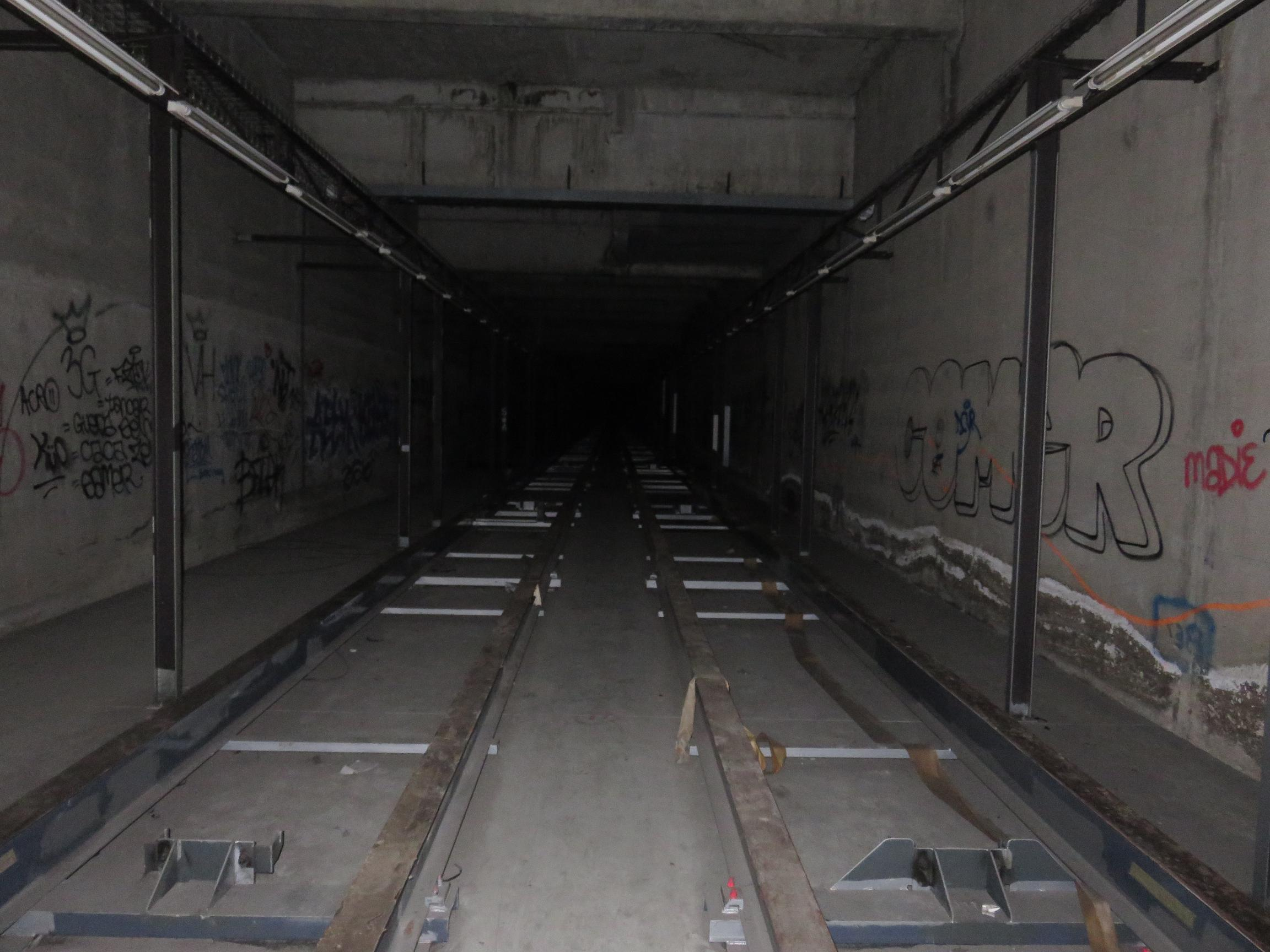
Tunnel vers l'ouest.
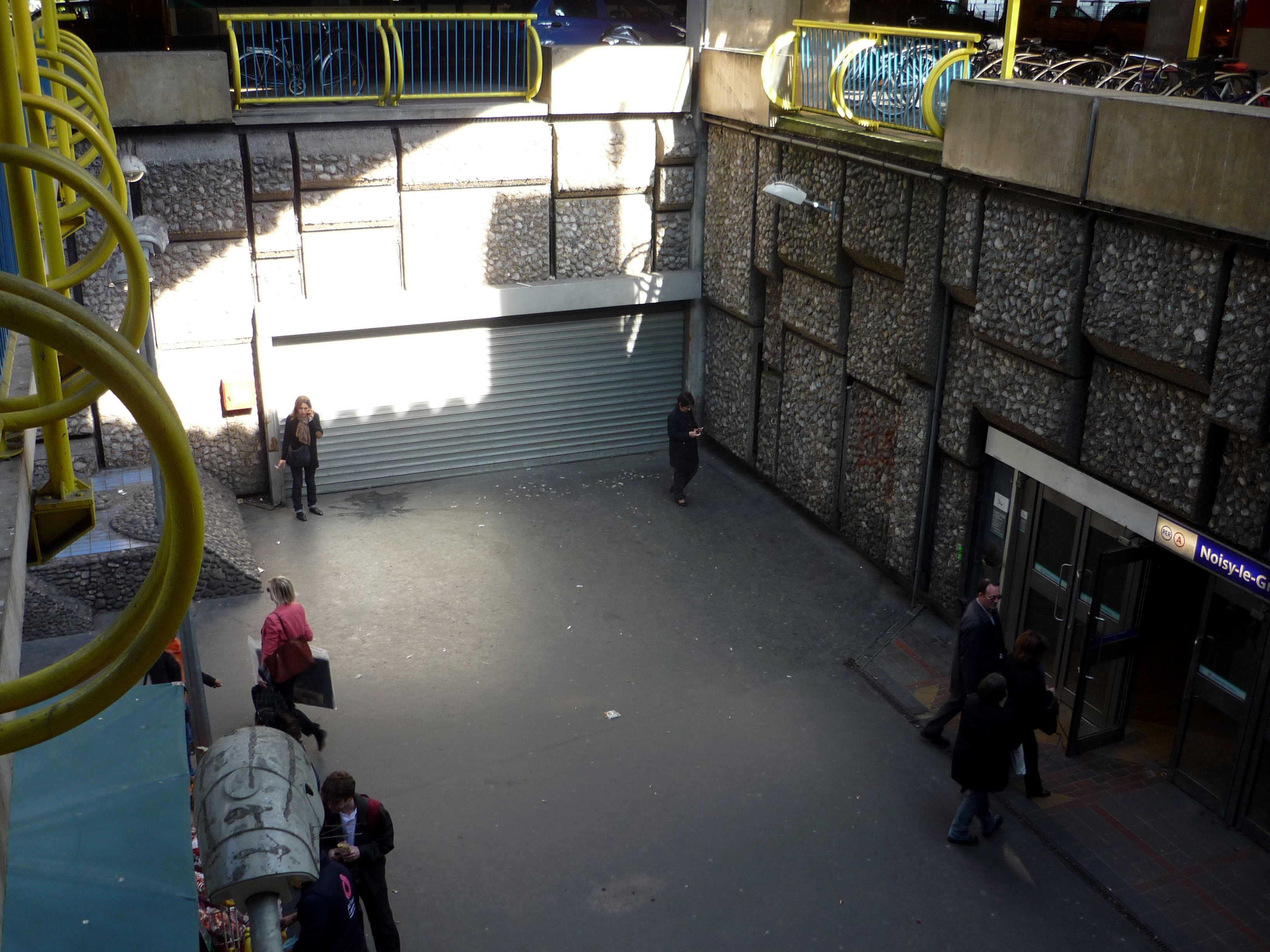
Entrée du SK dans la gare de Noisy-le-Grand, en 2012.

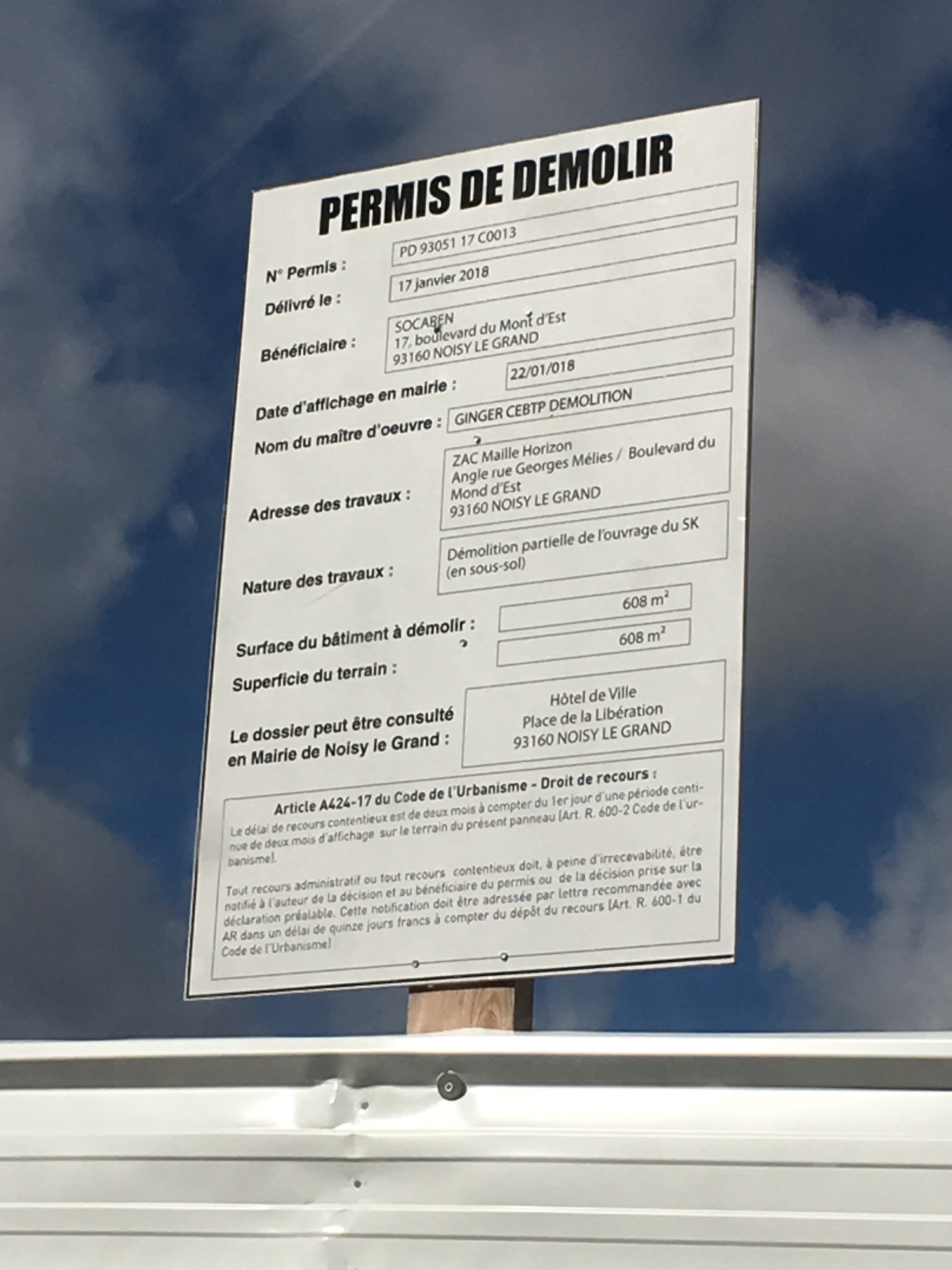
Permis de démolir, délivré le 17 janvier 2018, portant sur l'ouvrage Mailles Horizon en sous-sol.

En juillet 2018, la démolition de la station terminus Mailles Horizon est entamée, afin de permettre la construction d'habitations sur le terrain. Le tunnel, ainsi que la station Mont d'Est, ne seront cependant pas détruits.
En août 2020, la commune de Noisy-le-Grand annonce la reconversion du site de Mont d'Est à l'horizon 2023 en un « espace hybride underground chic » sur un niveau en surface et deux niveaux souterrains, comprenant un jardin, une brasserie, un bar à vin, une épicerie, une salle de concert, un espace de cotravail, une aire de jeux et un magasin éphémère. D'abord envisagé à l'horizon 2023, cette reconversion a fait l'objet d'un appel à projets en avril 2022, pour une ouverture possible en 2025.

## Stations
- Gare de Noisy-le-Grand-Mont d'Est
- Mailles Horizon (angle du boulevard de Mont d'Est et de la rue Georges Mélies)

## Coût du projet
Soixante-dix millions de francs français (13,7 millions d'euros) auraient été investis dans ce projet dont 15 millions de francs à la charge de la commune.
Ce projet a fait l'objet d'observations de la part de la Chambre régionale des comptes d'Île-de-France en raison de l'importance des sommes dépensées en pure perte.

## Littérature
Le système et son historique sont évoqués dans le roman Le Grand Paris d'Aurélien Bellanger.